# 氯乙酸叔丁酯
氯乙酸叔丁酯是一种有机化合物，化学式为C6H11ClO2。它可由氯乙酸和叔丁醇在二环己基碳二亚胺存在下、4-二甲氨基吡啶催化下反应制得。
它和4-甲苯基三氟硼酸钾在碳酸铯存在下、钯配合物催化下反应，可以得到4-甲苯基乙酸叔丁酯。